# Eyob Faniel
Pour les articles homonymes, voir Faniel.
Eyob Gebrehiwet Faniel (né le 26 novembre 1992 à Asmara) est un athlète italien, spécialiste du marathon. 
Entraîné par Ruggero Pertile, son club sportif est les Fiamme Oro Padoue (2018).
Né en Érythrée, il vit en Italie depuis février 2004 lorsqu'il rejoint son père, déjà installé depuis 1998. Il obtient la naturalisation italienne en octobre 2015. Il habite à Bassano del Grappa. Son début en équipe nationale date de la Coupe d'Europe du 10 000 m à Minsk. Il remporte le marathon de Venise de 2017 en 2 h 12 min 16 s. Son club précédent était le Venicemarathon Club.
En 2020 il bat le record national du marathon, que détenait Stefano Baldini, en 2 h 7 min 19 s.
En 2021 il établit un nouveau record d'Italie du semi-marathon à Sienne.

## Palmarès
| Date | Compétition           | Lieu   | Résultat | Épreuve       | Temps           |
| ---- | --------------------- | ------ | -------- | ------------- | --------------- |
| 2018 | Championnats d'Europe | Berlin | 5e       | Marathon      | 2 h 12 min 43 s |
| 2024 | Championnats d'Europe | Rome   | 8e       | Semi-marathon | 1 h 1 min 29 s  |

## Records
| Épreuve       | Performance   | Lieu    | Date            |
| ------------- | ------------- | ------- | --------------- |
| Semi-marathon | 1 h 0 min 7 s | Sienne  | 28 février 2021 |
| Marathon      | 2 h 7 min 9 s | Séville | 18 février 2024 |